# Lalmohan
Lalmohan (en bengali : লালমোহন) est une upazila du Bangladesh dans le district de Bhola. En 1991, on y dénombrait 252 497 habitants.